# إسبانيا في الألعاب الأولمبية الصيفية 1972
شاركت إسبانيا في دورة الألعاب الأولمبية الصيفية 1972، التي أقيمت في ميونخ بألمانيا، في الفترة الممتدة من 26 أغسطس حتى 10 سبتمبر، بوفد قوامه 123 رياضي (118 رجال و5 نساء) في 17 رياضة.
حصد إسبانيا على ميدالية برونزية واحدة في هذه الدورة محتلاً المرتبة 43 في الترتيب النهائي بين 121 دولة مشاركة.

## قائمة الميداليات
| الميدالية | الرياضي              | المنافسة | المسابقة       |
| برونزية   | إنريكيه رودريغيث كال | ملاكمة   | وزن تحت 48 كغم |